# Eucereon latifascia
Eucereon latifascia är en fjärilsart som beskrevs av Walker 1856. Eucereon latifascia ingår i släktet Eucereon och familjen björnspinnare. Inga underarter finns listade i Catalogue of Life.